# Ачилиу (Сибињ)
Ачилиу (рум. Aciliu) насеље је у Румунији у округу Сибињ у општини Салиште. Oпштина се налази на надморској висини од 436 m.

## Становништво
Према подацима из 2002. године у насељу је живело 268 становника, од којих су сви румунске националности.